# セネガル海軍艦艇一覧
セネガル海軍艦艇一覧は、セネガル共和国海軍が過去保有した、または現在保有する、または将来保有する予定の、未完成・計画中止を含めた歴代艦艇一覧である。
凡例

## 現有勢力（2014年現在）
- 国防予算：2億1,000万ドル（+1,400万ドル）
- 海軍人員：900名
- 艦船隻数：11隻（-6隻)

哨戒艇×7  (-3)
揚陸艇×3  (-3)
漁業調査艇×1
- 航空機数：1機

陸上固定翼機×1